# 小行星9759
小行星9759是一颗围绕太阳公转的小行星。1991年7月12日，天文学家亨利·德波鸿诺在拉西拉天文台发现了此天体。
这颗小行星的绝对星等为110.94061等。